# Phillip Verhounig
Phillip Verhounig (* 5. Jänner 2006) ist ein österreichischer Fußballspieler.

## Karriere

### Verein
Verhounig begann seine Karriere beim SV Griffen. Zur Saison 2016/17 wechselte er in die Jugend des Wolfsberger AC. Im Februar 2020 wechselte er in die Akademie des FC Red Bull Salzburg, in der er fortan sämtliche Altersstufen durchlief. Im Mai 2023 debütierte er für das Farmteam der Salzburger, FC Liefering, in der 2. Liga, als er am 28. Spieltag der Saison 2022/23 gegen den SV Lafnitz in der Halbzeitpause für Oumar Diakité eingewechselt wurde.

### Nationalmannschaft
Verhounig spielte im Juni 2022 erstmals für eine österreichische Jugendnationalauswahl. Im September 2022 debütierte er gegen Dänemark im U-17-Team.